# Kispéterfalva
Kispéterfalva, 1912-ig Péterfalva (románul: Petiș, korábban Petișdorf, németül: Petersdorf bei Martkschelken, szászul Pitterštref) falu Romániában, Erdélyben, Szeben megyében. Közigazgatásilag Nagyselyk községhez tartozik.

## Fekvése
Medgyestől 25 kilométerre délnyugatra fekszik.

## Története
Fehér, később Felsőfehér, 1876-tól Nagyküküllő vármegyéhez tartozó, szász–román lakosságú falu volt. Először 1336-ban Peturfolua, majd 1414-ben Villa Petri néven említették. Román lakossága 1825-ben tért át görögkatolikusnak. Evangélikus gyülekezete csak 1910-ben vált anyaegyházzá. 1937 és 1981 között körlelkészségéhez tartoztak a bólyai, ingodályi és mihályfalvi evangélikusok. 1945-ben 73 szász lakóját hurcolták kényszermunkára a Szovjetunióba, akik közül heten ott meghaltak, heten Németországba távoztak.
1950-ben Bólya, 1968-ban Nagyselyk községhez csatolták. Szász lakói a század végén főként Németországba vándoroltak el. Első falutalálkozójukat 1987-ben rendezték meg Drabenderhöhében.
Evangélikus temploma 1890-ben épült.
1850-ben 417 lakosából 247 volt német, 128 román és 42 cigány nemzetiségű; 247 evangélikus és 170 görögkatolikus vallású.
2002-ben 89 lakosából 71 volt román, 15 német, 2 magyar és 1 zsidó nemzetiségű; 70 ortodox, 15 evangélikus, 2 görögkatolikus és 2 református vallású.